# Wembdon
Wembdon is een civil parish in het bestuurlijke gebied Sedgemoor, in het Engelse graafschap Somerset met 3613 inwoners.